# Alexander D. Surles

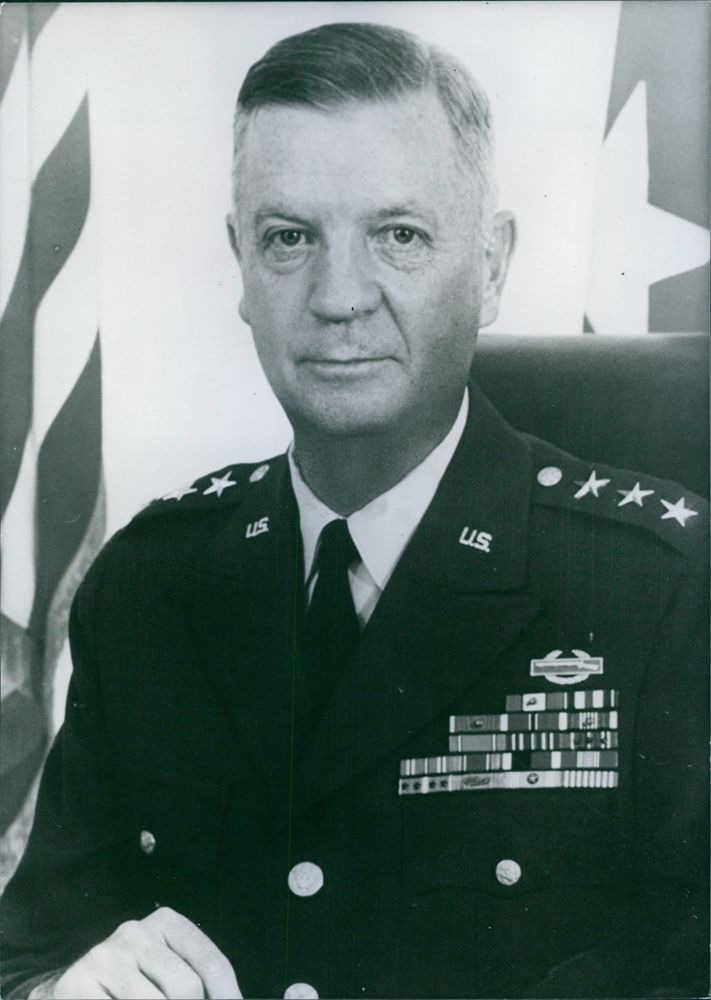
Alexander Surles

Alexander Day Surles Jr. (* 15. Januar 1916; † 12. Dezember 1995 in Beaufort, Beaufort County, South Carolina) war ein Generalleutnant der United States Army. Er war unter anderem Kommandeur der 6. Armee.
Alexander Surles Jr. war ein Sohn von Generalmajor Alexander Day Surles Sr. (1886–1947) und dessen Frau Anne Lee Gaines (1891–1967). Sein Geburtsort wird in der Quelle Find A Grave mit New York (ohne Spezifizierung auf die Stadt oder den Bundesstaat) und in der Hall of Valor mit den Philippinen angegeben.
Bis 1932 besuchte er die Valley Forge Military Academy und in den Jahren 1933 bis 1937 durchlief er die United States Military Academy in West Point. Nach seiner Graduation wurde er als Leutnant der Kavallerie zugeteilt. In der Armee durchlief er anschließend alle Offiziersränge vom Leutnant bis zum Drei-Sterne-General.
In seinen jüngeren Jahren absolvierte er den für Offiziere in den niederen Rangstufen üblichen Dienst in verschiedenen Einheiten und Standorten. Über sein Wirken während des Zweiten Weltkriegs ist in den Quellen nichts vermerkt. Surles nahm im Jahr 1951 als Kommandeur des 5th Regimental Combat Teams, das zur 24. Infanteriedivision gehörte, am Koreakrieg teil.
Von 1957 bis 1960 war er als Stabsoffizier auf Hawaii stationiert. In den Jahren 1963 und 1964 war er in Deutschland Stabschef der 7. Armee, deren Hauptquartier damals noch nicht mit dem von USAREUR verschmolzen war. Später wurde Surles zum Leiter der US Amor School in Fort Knox in Kentucky berufen. Anschließend war er zwischen Januar 1966 und April 1968 im Vietnamkrieg eingesetzt.
Nach zwischenzeitlichen anderen Verwendungen erhielt Surles im Jahr 1971 das Kommando über die 6. Armee, deren Hauptquartier sich im Presidio bei San Francisco befand. In dieser Funktion löste Surles Stanley R. Larsen ab. Alexander Surles behielt sein Kommando bis 1972 als Richard G. Stilwell seine Nachfolge antrat.
Der mit Ellen B. Bryden (1914–1995) verheiratete Offizier verstarb am 15. Dezember 1995 wenige Monate nach dem Tod seiner Frau in Beaufort in South Carolina und wurde auf dem dortigen Beaufort National Cemetery beigesetzt.

## Orden und Auszeichnungen
Alexander Surles erhielt im Lauf seiner militärischen Laufbahn unter anderem die Army Distinguished Service Medal, den Silver Star, den Legion of Merit und die Bronze Star Medal.